# 台州駅
台州駅（だいしゅうえき、簡体字中国語: 台州站）は、中華人民共和国浙江省台州市椒江区葭沚街道に建設中の杭台高速鉄道の駅。
駅の建築面積は約80,000㎡で、商業施設関連で約30,000㎡を占める。本線と発着線の合わせて4面10線を備える。高鉄駅の他に台州軌道交通S1線・S2線の停留場やバスターミナルが一体となった構造で、14.4億元が投じられた。2022年1月に供用開始。2040年時点では750万人の年間利用を見込んだ設計になっている予定とされる。

## 沿革
2019年6月、起工式が開催された。当初計画名は「台州中心駅」だった。2021年6月25日に正式名称を「台州駅」に決定。黄岩区王林村に位置している甬台温線の駅は「台州駅」から「台州西駅」に改名された。
2022年1月8日に開通、運営開始された。
2022年12月から都市鉄道の台州軌道交通S1線が乗り入れた。S2線も建設中である。